# رضویه (خوسف)
رضویه یک روستا در ایران است که در دهستان جلگه ماژان شهرستان خوسف واقع شده‌است. رضویه ۵۲ نفر جمعیت دارد.